# 攻略!英語リスニング
『攻略!英語リスニング』（こうりゃく えいごリスニング）は、NHKラジオ第2放送で2011年4月2日から2017年4月2日まで毎週土曜・日曜に放送されていた語学番組である。

## 概要
英語の高度なリスニング力を身につけるために、自然なナチュラルスピードで朗読される長文の英語を土曜日・日曜日の2日間をかけて聞き取り、英語の会話力・読解力を身につけることを目的とした講習である。毎回、歴史・思想・科学・文学など様々なテーマに沿った番組オリジナルの書き下ろし文章を通して幅広い層のリスニング力を高めていく。CEFRレベルB2クラスに該当する。
2002年 - 2004年まで放送された「英語リスニング入門」以来のリスニングに特化した番組である。

## 放送日
- 初回：土曜日・日曜日それぞれ 12:40 - 12:55
- 再放送：放送されたその週の日曜 22:20 - 22:50、放送された次週の9:30 - 10:00
再放送は2回分をまとめて送る。

## 講師
- 柴原智幸（神田外語大学専任講師）
- ベンジャミン・ウッドワード

ネーティブゲスト
- キャロリン・ミラー
- クリス・ウェールズ